# Robust statistic
În statistică, termenul robust reprezintă gradul în care un indicator rămâne relevant la apariția de erori sau deviații în eșantionul sau populația caracterizată.
Acest lucru înseamnă că, și în cazul unor date cu erori, un indicator robust va fi aproximativ corect.
De exemplu, dacă într-un set de n date {\displaystyle x_{1},x_{2},...,x_{n}}, valoarea {\displaystyle x_{1}}, este o eroare având o valoare semnificativ diferită, media acestuia nu va mai fi relevantă. În același timp însă mediana va fi foarte apropiată de valoarea corectă. 
- Media nu este un indicator robust (este suficientă apariția unei singure erori semnificative pentru ca rezultatul sa fie greșit).
- Mediana este un indicator robust (este necesara apariția unui număr mare de erori pentru ca valoarea calculată să fie semnificativ greșită).